# 布蘭登堡-庫爾姆巴赫的瑪麗
布蘭登堡-庫爾姆巴赫的瑪麗（德語：Marie von Brandenburg-Kulmbach，1519年10月14日—1567年10月31日），普法爾茨選侯夫人，布蘭登堡-庫爾姆巴赫藩侯卡西米爾的女兒。

## 家庭
1537年，瑪麗與日後的普法爾茨選侯腓特烈三世結婚，兩人共有4子4女：
1. 路德維希（1539年—1583年）
2. 伊莉莎白（1540年—1594年）
3. 赫爾曼·路德維希（1541年—1556年），早逝
4. 約翰·卡西米爾（英语：John Casimir of the Palatinate-Simmern）（1543年—1592年）
5. 多蘿西亞·蘇珊（1544年—1592年）
6. 安娜·伊莉莎白（德语：Anna Elisabeth von der Pfalz）（1549年—1609年）
7. 克里斯多夫（德语：Christoph von der Pfalz）（1551年—1574年）
8. 庫妮根德·雅各巴（德语：Kunigunde Jakobäa von der Pfalz）（1556年—1586年）